# 景德镇南站
景德镇南站位于江西省景德镇市吕蒙乡历尧村，有皖赣铁路经过。建于1973年，1976年1月14日开始办理临管客货运营务:180。为南昌铁路局管辖的客货运二等站。车站设有7条股道，每日有一对来往景德镇和南昌的旅客列车在该站办理通勤乘降业务；货场设有2个20吨门吊以及总面积1372平方米的货物仓库共三座，办理货运业务。
车站设有通往历尧油站专用线。专用线建于1978年，长1.89千米，主要为中国石化景德镇石油分公司历尧油库、景德镇开门子陶瓷化工卸储工业油和工业用煤。